# DECIMO X ANIVERSARIO DE MISIA 〜THE TOUR OF MISIA 2008 EIGHTH WORLD + THE BEST DJ REMIXES〜
『DECIMO X ANIVERSARIO DE MISIA 〜THE TOUR OF MISIA 2008 EIGHTH WORLD + THE BEST DJ REMIXES〜』（デシモ・アニヴェルサリオ・デ・ミーシャ 〜ザ・ツアー・オブ・ミーシャ・2008・エイス・ワールド・プラス・ザ・ベスト・ディージェー・リミキシーズ〜）は、日本の歌手MISIAのライブDVD+リミックス・ベスト・アルバム。2008年6月25日発売。発売元はBMG JAPAN。

## 解説
デビュー10周年記念3か月連続リリース第3弾。DVDとCDの2 in 1パッケージ。
DVDは2007年12月から2008年2月まで6か所13公演15万人を動員した全国アリーナツアー『THE TOUR OF MISIA 2008 EIGHTH WORLD』の最終日2月23日の横浜アリーナ公演を収録。
CDは初のリミックス・ベスト・アルバム。新規リミックスに加え、10年間の数あるリミックスの中から選りすぐりベスト選曲。全14曲（初回生産限定盤は全15曲）のうち12曲はエディット収録。
初回生産限定盤のみ豪華BOX仕様、ボーナス・トラック「Yes Forever - MURO's "PROMO" Mix」収録。
「Royal Chocolate Flush - Ichiro 51 Remix」は、シアトル・マリナーズ所属のメジャーリーガーで、日米通算3,000本安打目前であるイチロー選手を応援するために制作されたリミックス。もともとこの楽曲のオリジナルをバッターボックスに向かう際の入場曲に使っていたイチロー選手に、3,000本安打の偉業を成し遂げてもらいたいという気持ちを込め、MISIAがリミックスをプレゼントした。リミックス・タイトルの「51」はイチロー選手の背番号である。
Blu-ray『THE TOUR OF MISIA 2008 EIGHTH WORLD』、配信限定リミックス・ベスト・アルバム『THE DJ REMIXES COMPLETE BOX』と同時発売。
2009年6月24日にDVDが期間生産限定盤（廉価盤）として単体で発売された。全国ホール・アリーナツアー『星空のライヴV Just Ballade』の開催期間に合わせて2010年2月28日までの期間限定出荷。

## 収録曲

### THE TOUR OF MISIA 2008 EIGHTH WORLD (DVD)
1. 以心伝心
2. Royal Chocolate Flush
3. Dance Dance
4. MISSING AUTUMN
5. sweetness
6. めくばせのブルース
7. Hybrid Breaks
8. 君は草原に寝ころんで
9. ANY LOVE
10. そばにいて...
11. To Be In Love
12. Everything - Junior Vasquez Remix
13. Color of Life
14. INTO THE LIGHT
15. TYO
16. Fly away
17. 太陽の地図
18. 太陽のマライカ
19. つつみ込むように…

Bonus Track
1. Royal Chocolate Flush (Music Video)

### THE BEST DJ REMIXES (CD)
1. Everything - Junior + Gomi Remix (Radio Mix)
作詞：MISIA / 作曲：松本俊明 / リミックス：Junior Vasquez, Gomi
2. sweetness - Satoshi Tomiie (Radio Mix)
作詞：MISIA / 作曲：島野聡 / リミックス：富家哲、Def Mix productions
3. 忘れない日々 - Hex Hector Remix (Radio Mix)
作詞：MISIA / 作曲：松本俊明 / リミックス：Hex Hector
5thシングルのカップリング曲。
4. 約束の翼 - Gomi's Vajra Mix (Radio Mix)
作詞：MISIA / 作曲：佐々木潤 / リミックス：Gomi
新規リミックス。
5. Royal Chocolate Flush - Ichiro 51 Remix
作詞：MISIA / 作曲：SAKOSHIN, Shusui / リミックス：MEGA RAIDERS
新規リミックス。
6. つつみ込むように… - DJ WATARAI Remix feat. MURO
作詞：島野聡 / ラップ詞：MURO / 作曲：島野聡 / リミックス：DJ WATARAI
デビュー・シングルのカップリング曲。
7. 眠れぬ夜は君のせい - Joe Claussell Remix (Album Edit)
作詞：MISIA / 作曲：松原憲 / リミックス：Joaquin "Joe" Claussell
8. 太陽がいるから - Frankie Knuckles Remix (Radio Classic)
作詞：MISIA / 作曲：清水信之 / リミックス：Frankie Knuckles
9. MELODY - Masters At Work Remix (Radio Mix)
作詞：MISIA / 作曲：松井寛 / リミックス：The Masters at Work
10. Sweet Pain - Francois K. Remix (Album Edit)
作詞：MISIA / 作曲：筒美京平 / リミックス：Francois Kevorkian
11. あの夏のままで - Erick Morillo Remix (Radio Mix)
作詞：MISIA / 作曲：山田秀俊 / リミックス：Erick Morillo, Todd Gardner
12. To Be In Love - STUDIO APARTMENT Remix (Short Ver.)
作詞：MISIA / 作曲：Joi、飯星裕史 / リミックス：STUDIO APARTMENT
13. THE GLORY DAY - MALAWI ROCKS Remix (Radio Mix)
作詞：MISIA, MASH / 作曲：鷺巣詩郎 / リミックス：MALAWI ROCKS
14. Never gonna cry! - Junior Vasquez Remix (Radio Mix)
作詞：村上義之、Tai / 作曲：松井寛 / リミックス：Junior Vasquez, Gomi
1stアルバム『Mother Father Brother Sister』のシークレット・トラック。

Bonus Track（初回生産限定盤のみ）
1. Yes Forever - MURO's "PROMO" Mix
作詞：MISIA / 作曲：Sinkiroh / リミックス：MURO, THE BIZZMAFIA
新規リミックス。本作発売前の情報発表当初は「Yes Forever - King Of Diggin’ Remix」（「King Of Diggin’」はMUROの別名義）だった。

## THE BEST DJ REMIXES (DIGITAL EXCLUSIVE)
『THE BEST DJ REMIXES (DIGITAL EXCLUSIVE)』（ザ・ベスト・ディージェー・リミキシーズ デジタル・エクスクルーシブ）は、日本の歌手MISIAの配信限定リミックス・ベスト・アルバム。2008年6月25日配信リリース。発売元はBMG JAPAN。

### 解説
12thシングル「心ひとつ」以降に発表され、『DECIMO X ANIVERSARIO DE MISIA 〜THE TOUR OF MISIA 2008 EIGHTH WORLD + THE BEST DJ REMIXES〜』には収録されていないリミックスや未発表リミックスをAdditional Sideに収録。
「Sea of Dreams (Gomi's Lair Club Mix)」は未収録。
「約束の翼 (Gomi's Vajra Extended Mix)」、「To Be In Love (STUDIO APARTMENT Remix)」は配信限定リミックス・ベスト・アルバム『THE DJ REMIXES COMPLETE BOX』に収録されている。

### 収録曲
Original Side
1. Everything - Junior + Gomi Remix (Radio Mix)
2. sweetness - Satoshi Tomiie (Radio Mix)
3. 忘れない日々 - Hex Hector Remix (Radio Mix)
4. 約束の翼 - Gomi’s Vajra Mix (Radio Mix)
5. Royal Chocolate Flush - Ichiro 51 Remix
6. つつみ込むように… - DJ WATARAI Remix feat. MURO
7. 眠れぬ夜は君のせい - Joe Claussell Remix (Album Edit)
8. 太陽がいるから - Frankie Knuckles Remix (Radio Classic)
9. MELODY - Masters At Work Remix (Radio Mix)
10. Sweet Pain - Francois K. Remix (Album Edit)
11. あの夏のままで - Erick Morillo Remix (Radio Mix)
12. To Be In Love - STUDIO APARTMENT Remix (Short Ver.)
13. THE GLORY DAY - Malawi Rocks Remix (Radio Mix)
14. Never gonna cry! - Junior Vasquez Remix (Radio Mix)
15. Yes Forever - MURO’s "PROMO" Mix

Additional Side
1. 心ひとつ (Gomi's Lair Club Mix)
作詞：MISIA / 作曲：鷺巣詩郎 / リミックス：Gomi
2. 心ひとつ (Gomi's Lair Club Anthem)
作詞：MISIA / 作曲：鷺巣詩郎 / リミックス：Gomi
3. IN MY SOUL (Mega Raiders Remix feat. MACCHO for OZROSAURUS)
作詞：MISIA / ラップ詞：MACCHO for OZROSAURUS / 作曲：Keith Crouch, MISIA / リミックス：MEGA RAIDERS
4. SNOW SONG (DJ WATARAI Remix)
作詞：MISIA / 作曲：Keith Crouch / リミックス：DJ WATARAI
5. interlude 〜When misia was 7〜 (Mega Raiders Original Mix)
作曲：SAKOSHIN / リミックス：MEGA RAIDERS
6. SHININ' 〜虹色のリズム〜 (Joaquin "Joe" Claussell Club Love NY Vocal Mix)
作詞：MISIA / 作曲：Joi / リミックス：Joaquin "Joe" Claussell
7. SHININ' 〜虹色のリズム〜 (Joaquin "Joe" Claussell Sacred Rhythm Version)
作詞：MISIA / 作曲：Joi / リミックス：Joaquin "Joe" Claussell
8. TYO (Mega Raiders Remix)
作詞、作曲：MISIA / リミックス：MEGA RAIDERS
9. Color of Life (DJ EMMA Club Mix)
作詞、作曲：MISIA / リミックス：DJ EMMA
10. FUTURE FUNK (Mega Raiders Remix)
作詞：MISIA / 作曲：SAKOSHIN / リミックス：MEGA RAIDERS
11. MEGA MISIA MIX (Mega Raiders Remix)
Mega Mixed by MEGA RAIDERS
12. 太陽の地図 (Gomi's Vajra Mix)
作詞：MISIA / 作曲：Gomi, Shusui / 編曲：Gomi
13. 以心伝心 (Mega Raiders Remix)
作詞：佐藤真由美 / 作曲：SAKOSHIN / 編曲：MEGA RAIDERS
14. ANY LOVE (Sinkiroh Encore Mix)
作詞：MISIA / 作曲、リミックス：Sinkiroh